# Oops!… I Did It Again
Oops!… I Did It Again är ett studioalbum från år 2000 av den amerikanske popsångerskan Britney Spears. Albumet har sålts i ca 25 miljoner exemplar.

## Låtlista
1. Oops!… I Did It Again
2. Stronger
3. Don’t Go Knockin’ On My Door
4. (I Can't Get No) Satisfaction
5. Don't Let Me Be the Last to Know
6. What U See (Is What U Get)
7. Lucky
8. One Kiss From You
9. Where Are You Now?
10. Can’t Make You Love Me
11. When Your Eyes Say It
12. Girl in the Mirror (på den brittiska och australiska specialutgåvan)
13. You Got It All (på den brittiska och australiska specialutgåvan)
14. Heart (på den brittiska och australiska specialutgåvan)
15. Dear Diary

## Singlar
- Oops!… I Did It Again
- Lucky
- Stronger
- Don't Let Me Be The Last To Know